# Guillermo Figueroa
Guillermo Figueroa (* 5. April 1953) ist ein puerto-ricanischer Geiger und Dirigent.
Figueroa hatte ersten Violinunterricht bei seinem Vater und seinem Onkel am Konservatorium von Puerto Rico. Er studierte dann Violine bei Oscar Shumsky und Felix Galimiran an der Juilliard School of Music, wo er den Victor Herbert Prize erhielt. 1979 gewann er den Ersten Preis im Fach Violine bei der Washington International Competition. In New York studierte er außerdem Dirigieren bei Harold Farberman.
1972 gehörte Figueroa zu den Gründungsmitgliedern des Orpheus Chamber Orchestra, dessen Konzertmeister er bis 2001 war und mit dem er mehr als 50 Aufnahmen für die Deutsche Grammophon einspielte. Er gab mit dem Orchester die Welturaufführung von Mario Davidovskys Concertino für Violine und Kammerorchester und die New Yorker Erstaufführung von John Adams’ Violinkonzert. Außerdem war er mehrere Jahre Konzertmeister und Gastdirigent des New York City Ballett Orchestra. Als Solist spielte er die puerto-ricanischen Erstaufführungen von Samuel Barbers Violinkonzert, William Bolcoms Duo Fantasy und Davidovskys Synchronisms No. 9 sowie die Uraufführung von zwei Sonaten für Violine und Klavier von German Caceres. Zum 50. Todestag von Béla Bartók führte er in New York dessen sämtliche Violinsonaten auf.
2001 wurde Figueroa Erster Gastdirigent des Orqustra Sinfónica de Puero Rico, das unter seiner Leitung 2003 in der Carnegie Hall und 2004 im Kennedy Center debütierte. Ebenfalls 2001 wurde er musikalischer Leiter des New Mexico Symphony Orchestra. Im Mittelpunkt seines Repertoires als Dirigent stehen neben Werken Hector Berlioz’ Kompositionen zeitgenössischer Musiker wie Roberto Sierra, Daron Hagen und German Carceres. 2007 spielte er im Lincoln Center die Uraufführung von Harold Farberman Doppelkonzert, 2008 die Uraufführung von Miguel del Aguilas Violinkonzert und 2009 die Uraufführung von Ernesto Corderos Suite concertante Insula.
Zu den Solisten, mit denen Figueroa zusammenarbeitete, zählen Itzhak Perlman, Yo-Yo Ma, Hilary Hahn, Plácido Domingo, Joshua Bell, Olga Kern, János Starker, James Galway, Midori Seiler, Horacio Gutiérrez, Ben Hepner, Rachel Barton Pine, Pepe und Angel Romero, Elmar Oliveira, Vadim Gluzman und Arnaldo Cohen.